# Пструг охридський
Пструг охридський (Salmo letnica, мак. Охридска пастрмка, алб. Korani) — вид цінної риби з родини лососевих.

## Характеристика

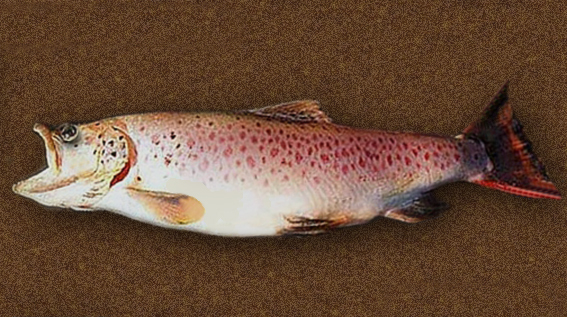
Загальний вигляд відловленої риби

Максимальна довжина до 76 см, а максимальна маса тіла — 6,490 г. Відрізняється від інших представників цього роду, що представлені на Балканах, великими розмірами, сріблястим забарвленням із чорними плямами згори, а також червоними плямами вздовж бічної лінії. М'ясо має рожевий колір. Найбільш подібний до Salmo balcanicus і Salmo aphelios, від яких відрізняється остеологічними характеристиками.

## Ареал

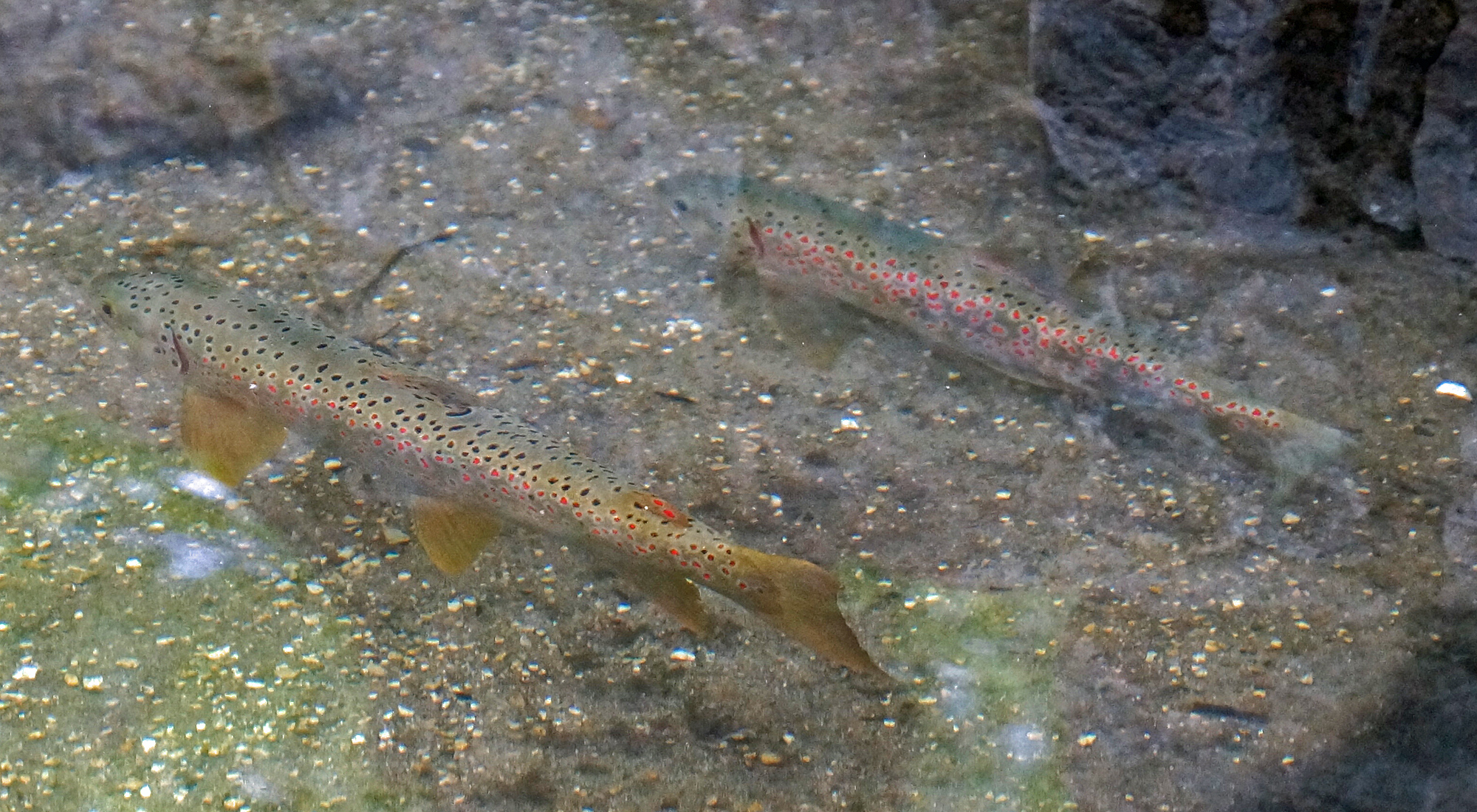
Дві форелі на фермі біля Подгориці

Є ендеміком східного узбережжя Охридського озера, біля берегів Македонії, частково Албанії, де він складає основну частину вилову лососевих. Був штучно інтродукований до Греції, до озера Преспа, не виключена його присутність у водах Сербії.

## Біологія і екологія
Прісноводна, озерна бентопелагічна риба. Молодь живиться зоопланктоном, дорослі — зоопланктоном і рибою, переважно Alburnus scoranza. Досягає статевої зрілості тільки на 5-6 році життя. Нерест — з січня по лютий на літоралі та субліторалі. Вид зникає завдяки руйнуванню біотопів, перелову, а також інтродукції нових видів.

## Ресурси Інтернету
- Опис на flyfishiowa.com (англ.)
- Froese R., Pauly D. (eds.) (2013). Salmo letnica на FishBase. Версія за February 2013 року.